# Krigsåret 1895

## Pågående krig
- Första italiensk-abessinska kriget (1894-1896)
  - Italien på ena sidan
  - Etiopien på andra sidan

- Första sino-japanska kriget (1894-1895)[1]
  - Kina på ena sidan
  - Japan på andra sidan

- Mahdistupproret (1881-1899)

## Händelser
- 30 september - En fransk expeditionskår till Madagaskar intar huvudstaden Antananrivo.

### Fotnoter
1. ↑  ”Chronological List of All Wars”. Arkiverad från originalet den 9 oktober 2014. https://web.archive.org/web/20141009082543/http://www.correlatesofwar.org/COW2%20Data/WarData_NEW/WarList_NEW.pdf. Läst 29 juni 2011.